# Cascina Corte Grande (Milano)
La Cascina Corte Grande, detta anche "Cascina Muggiano", è situata nella periferia sud ovest di Milano, presso il quartiere di Muggiano, in via Antonio Mosca 198 e risale alla fine del XIX secolo. Sul lato corto della Corte Grande c'è il fontanile Cornelio. 

## Descrizione
La Corte Grande è un imponente esempio di grande residenza contadina.
Il lato lungo nord-occidentale della Corte Grande è costituito da un corpo di fabbrica a tre loggiati sovrapposti nel quale vi erano le abitazioni dei salariati. In ogni piano vi sono 21 archi, per un totale di 63. Il complesso è composto anche da altri fabbricati che erano utilizzati come abitazioni a ballatoio, portici, stalle e servizi.
Ogni piano a loggiato della cascina dava accesso a numerose stanze che venivano assegnate una per famiglia. Gli adulti dormivano su un materasso imbottito con foglie di granoturco e in ragazzi sul fieno. Sotto il letto venivano conservate patate e cipolle.

## Storia
Nel 1884 la Corte Grande era di proprietà del sig. Righini che abitava a Milano in via S. Giuseppe. Nell'agosto di quell'anno una parte della cascina crollò e nove persone rimasero ferite sotto le macerie.
Nel 1917 il tetto della cascina veniva distrutto da un incendio.
Nel 1940 il complesso era di proprietà del conte dr. Vincenzo Negri da Oleggio.
Nel 1972 vivevano nella Corte Grande 300 persone in affitto stipate in abitazioni di 36 mq prive di servizi igienici. Gli inquilini utilizzavano i gabinetti situati in mezzo all'aia e si lavano nella fontanella posta nel cortile.
In tempi recenti la cascina, divisa in appartamenti, è stata restaurata dai proprietari.

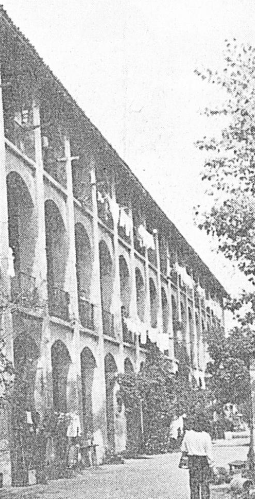
La Corte Grande nel 1972
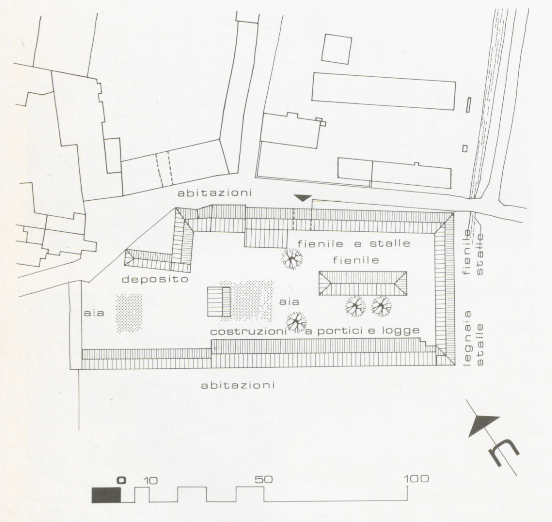
La planimetria della Corte Grande
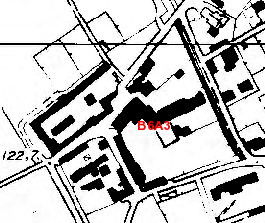
La Corte Grande, la Corte Lucini e la Corte Bislunga